# Zwei Jahre Ferien

Titelbild der im Hetzel-Verlag erschienenen französischen Originalausgabe mit einer Illustration des Zeichners Léon Benett

Vorblatt der Originalausgabe im Hetzel-Verlag

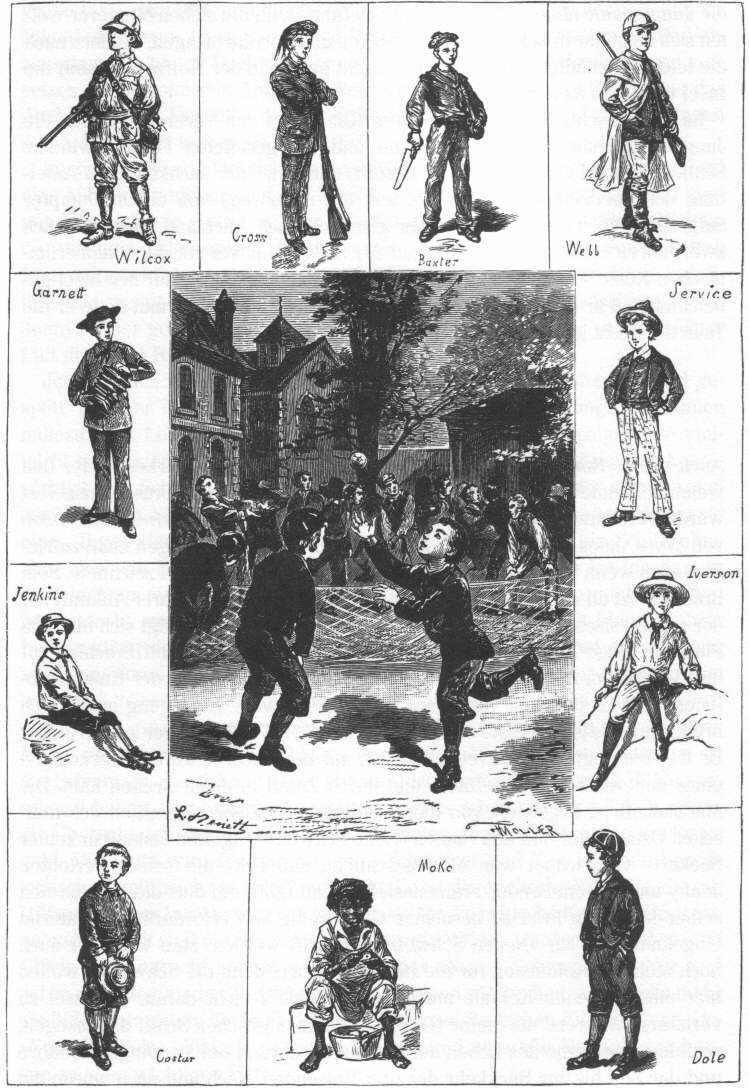
„Das Internat Chairman“

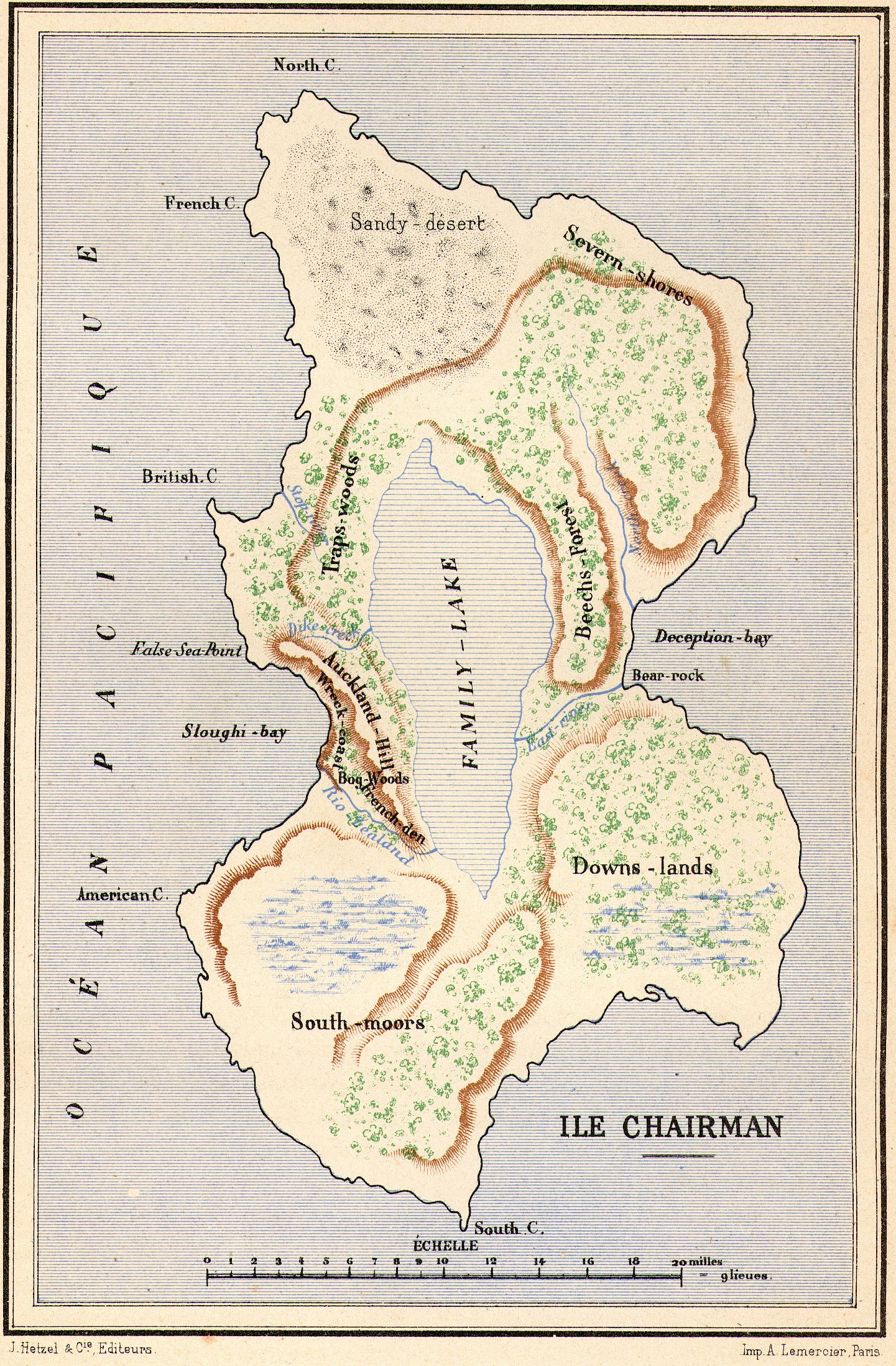
„Originalkarte der Insel“

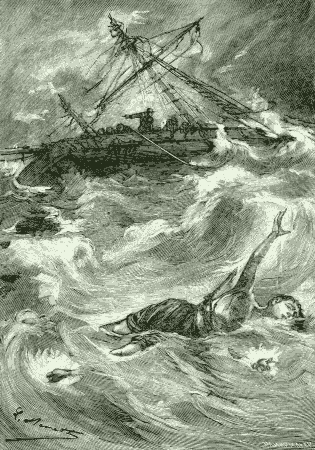
„Briant schwamm, hinter ihm rollte das Tau ab.“

Zwei Jahre Ferien (auch Abenteuer auf Chairman oder Ein Pensionat von Robinsons) ist ein Abenteuerroman des französischen Autors Jules Verne. Der Roman wurde erstmals 1888 von dem Verlag Pierre-Jules Hetzel unter dem französischen Titel Deux ans de vacances in der Reihe „Außergewöhnliche Reisen“ (Voyages Extraordinaires) veröffentlicht. Band I erschien am 18. Juni 1888 und Band II am 8. November 1888. Eine Vorab-Veröffentlichung erfolgte im Magasin d'Éducation et de Récréation ab dem Januar 1888. Die erste deutschsprachige Ausgabe erschien 1889 unter dem Titel Zwei Jahre Ferien.

## Handlung
In dem Buch geht es um 14 Jungen aus dem neuseeländischen Internat Chairman in Auckland, die im Jahr 1860 als Auszeichnung für besondere Leistungen von ihren wohlhabenden Eltern eine Schifffahrt rund um Neuseeland geschenkt bekommen und mit dem Schiff vom Hafen abgetrieben werden.
Am 16. Februar sollen die Kinder samt einer ausgebildeten Mannschaft und Kapitän die Reise mit dem Schoner „Sloughi“ starten. Jedoch sind die Schüler schon in der Nacht vor der Abfahrt an Bord, während die Mannschaft im Hafen schläft. Durch ungeklärte Umstände reißt sich das Schiffsseil los, und der Schoner gerät in einen fürchterlichen Sturm. Entsetzt bemerken die Internatsschüler, dass sich außer ihnen nur noch der schwarze Schiffsjunge Moko an Bord befindet.
Über zwei Wochen fahren die Kinder über den Pazifik, doch als sie Land entdecken, erstrecken sich vor ihnen riesige Riffe. Durch Glück werden sie von einer großen Welle an Land getragen, aber dabei wird der Rumpf der Sloughi sehr stark beschädigt. Als sich nach langer Unklarheit herausstellt, dass es eine Insel ist, versuchen sie, sich so gut wie möglich auf ihr einzurichten. Zum Glück befinden sich auf dem Schiff zahlreiche Lebensmittel sowie warme Kleidung und Schusswaffen, die ihnen helfen. Sie finden eine Höhle, die sie als Unterkunft verwenden, und es stellt sich heraus, dass vor ihnen schon ein anderer Schiffbrüchiger auf der Insel gestrandet war.
Der schiffbrüchige Franzose hat eine Karte der Insel hinterlassen, die ihnen das Leben um einiges erleichtert. Sie leben dort, entdecken eine Annehmlichkeit nach der anderen und richten sich gemütlich ein. Die älteren Kinder versuchen so gut wie möglich, den Schulunterricht für die Kleineren zu ersetzen, indem sie die vom Schiff geretteten Bücher zu Rate ziehen.
Als die Jungs in demokratischer Abstimmung den Amerikaner Gordon als Präsidenten wählen, gibt es in einem Teil der Gruppe, den eingebildeten Engländern Doniphan, Webb, Cross und Wilcox, Missmut. So bilden sich zwei rivalisierende Lager, die das Zusammenleben spürbar eintrüben.
Überraschenderweise strandet eine fürchterliche Räuberbande auf der Insel. Die Räuber haben eine Schiffsbesatzung umgebracht und aus dem Schiff ein Piratenschiff gemacht, um mit diesem von der Küste Westafrikas aus Sklavenhandel zu betreiben. Von der Besatzung haben sie nur zwei Leute übrig gelassen, Evans, den Steuermann, und eine Frau namens Kate, die bei dem ermordeten Eigner des Schiffes und seiner Familie als Haushälterin beschäftigt war.
Das gekaperte Schiff geht unter unklaren Umständen in Flammen auf, was die Verbrecher, Evans und Kate zwingt, mit dem Beiboot auf die Insel Chairman zu fliehen. Als die Räuber auf der Insel landen, fliehen die Kinder in die Höhle, von der aus sie zusammen mit den beiden Erwachsenen die Räuber besiegen. Nachdem Evans die Kinder informiert hat, dass sie sich auf der Hanover-Insel nur wenig entfernt von der Küste Chiles befinden, wird das Boot repariert und die Insel verlassen. Auf dem Weg werden sie von einem nach Australien fahrenden Dampfer aufgenommen, der die Kinder nach Hause bringt. Sie sind am 25. Februar 1862 wieder in Auckland. Da deren Geschichte bereits in der ganzen Welt bekannt ist und alle dachten, die Kinder seien tot, werden sie berühmt. Das Tagebuch mit ihren Erlebnissen wird in alle großen Sprachen übersetzt und gedruckt.

## Personen
In der Geschichte spielen die folgenden Kinder die Hauptrolle:
Gordon (und sein Hund Phann), Briant, Jacques, Doniphan, Baxter, Cross, Webb, Wilcox, Garnett, Service, Jenkins, Iverson, Dole, Costar und Moko.
Mit Ausnahme von Gordon, Briant und Jacques sind alle Jungen aus dem Internat Engländer.
- Gordon ist ein US-Amerikaner und mit 14 Jahren der älteste Junge der Geschichte. Er ist ein Vollwaise, ist linkisch und schwerfällig, aber er besitzt ein scharfes Urteilsvermögen und einen gesunden Menschenverstand, was auch auf der Insel von Nutzen ist. Außerdem hat er seinen klugen Hund Phann mitgebracht. Gordon wird von den Jungen im ersten Jahr zum Anführer gewählt.
- Briant, ein 13-jähriger Franzose, spielt eine sehr große, in der zweiten „Legislaturperiode“ auf der Insel sogar eine Führungsrolle. Er ist der Sohn eines berühmten Ingenieurs und, obwohl nicht sehr fleißig, hochintelligent. Briant ist allgemein sehr beliebt, nur mit Doniphan kann er sich nie vertragen. Um das Bild eines echten Franzosen zu vollenden, ist er auch noch unternehmenslustig und kühn. Diese Figur beruht auf der Freundschaft von Jules Verne zu dem damals 16-jährigen Aristide Briand und ist stark an dessen Charakter angelehnt.
- Jacques ist der 9-jährige Bruder von Briant. Er hat sich seit der Abfahrt des Schiffes auffällig verändert: Vorher war er der größte Streichespieler und Spaßvogel, doch dann plötzlich ist er ganz abgeschieden, still und erweckt den Eindruck, dass ihn etwas quält. Erst gegen Ende der Geschichte gesteht er den anderen, dass er für ihr Schicksal verantwortlich ist, da er in Neuseeland die Haltetaue gelöst hatte, wodurch der Schoner abtreiben konnte.
- Doniphan, 13 Jahre alt, kommt aus einer Familie reicher Landeigentümer. Er ist elegant, strebsam und entwickelt einen aristokratischen Stolz, was ihm den Spitznamen „Lord Doniphan“ einbrachte. Dass er auch noch ehrgeizig ist und immer die Hauptrolle spielen möchte, ist der Hauptgrund dafür, dass er stets mit Briant zerstritten ist. Als Briant Anführer wird, will Doniphan ihn nicht anerkennen und verlässt mit drei anderen die Gruppe. Erst als Briant ihm das Leben rettet, ist er bereit, sich unterzuordnen.
- Baxter ist 13 Jahre alt und ist der Sohn eines Kaufmannes. Er verfügt über eine „verblüffende Erfindungsgabe und besondere Fingerfertigkeit“ und ist sozusagen der Zimmermann unter den Jungen.
- Cross, ein Cousin von Doniphan, ist ein 13-jähriger Durchschnittsschüler und kommt aus einer Familie vermögender Landeigentümer. Er ist ein netter Junge. Er übt kritiklose Bewunderung für „alles, was sein Cousin denkt, spricht, oder tut“.
- Webb und Wilcox sind 12 Jahre alt, Söhne reicher Beamtenfamilien und beide ziemlich streitsüchtig.
- Garnett ist 12 Jahre alt und der Sohn des Flottenkapitäns, der das Schiff eigentlich hätte steuern sollen. Er ist träge und gutmütig, außerdem ein guter Freund von Service.
- Service ist 12 Jahre alt. Er ist der Sohn eines wohlhabenden Farmers, ausgelassen und träumerisch. Seine Lieblingsbücher sind Robinson Crusoe und Der Schweizerische Robinson, mit denen er sie immer wieder vergleicht.
- Jenkins und Iverson sind 9 Jahre alt. Jenkins ist Sohn des Vorsitzenden einer großen, berühmten Firma. Iverson stammt von einem Pfarrer ab.
- Dole und Costar sind mit ihren 8 Jahren die jüngsten Personen in dieser Geschichte; sie sind Söhne von Offizieren.
- Moko ist 12 Jahre alt. Als Schiffsjunge und „Schwarzer“ hat er eine Sonderstellung unter den Internatsschülern. Er bekocht die gesamte Gruppe und passt öfter auf die Kleinen auf. Auch ist er der Einzige mit etwas seemännischer Erfahrung und daher bei jedem Ausflug mit der Jolle auf dem Family-Lake dabei.

## Verfilmungen
- Der Roman diente 1966 als Grundlage für Karel Zemans Kinofilm Das gestohlene Luftschiff (Originaltitel: Ukradená vzducholod).
- 1974 wurde der Roman im Rahmen der ZDF-Abenteuervierteiler in einer deutsch-französischen Co-Produktion verfilmt, siehe Zwei Jahre Ferien (1974).
- 1995 erschien unter dem Titel Kyōryū Bōken Jura Tripper (Der Planet der Dinosaurier) eine japanische Zeichentrickserie, die lose auf der Handlung von Zwei Jahre Ferien basiert.

## Hörspiele
- Unsere Welt - Metronome Records (1974) und auch Maritim (1976) unter dem Titel "Die Irrfahrt des Schoners Sloughi"
  - Regie und Bearbeitung: Kurt Vethake
  - Sprecher: Klaus Jepsen (Erzähler), Knut Reschke (Gordon), Ronald Nitschke (Briant), Uwe Paulsen (Doniphan), Klaus Seibert (Dick), Mathias Einert (Service), Torsten Sense (Henry), Pierre Peters-Arnolds (Ben), Klaus Jepsen (Obersteuermann), Micaela Pfeiffer (Kate), Hans Schwarz (Forbes), Heinz Rabe (Walston), Hermann Nespech (Evans)
- PEG (1975)
  - Regie und Bearbeitung: Konrad Halver
  - Sprecher: Wolfgang Kieling (Erzähler), Konrad Halver (Gordon), Falk Burchardt (Briant), Jörgpeter Ahlers (Doniphan), Lutz Schnell (Service), Marianne Warneke (Kate), René Genesis  (Walston), Michael Weckler (Evans), Hassan Mohamet (Jaques), Urs Heberling (Moko), Michael Düring (Rock), Martin Düwel (Wilcox)
- Bunny - Wea Musik (1975)
  - Regie: Ruth Scheerbarth, Bearbeitung: Maral (aka Marei Obladen)
  - Sprecher: Detlef Wendtland (Gordon), Dieter Steinbrink (Briant), Uwe Paulsen (Doniphan), Mathias Einert (Service), Claus Biederstaedt (Evans), Jürgen Wendtland (Jaques), Joachim Tennstedt (Moko), Mario Dobe (Webb), Karsten Dobe (Wilcox)
  - Das Hörspiel wurde von Bertelsmann als Club-Edition-Doppel-LP zusammen mit dem Hörspiel "Tom Sawyer als Detektiv" veröffentlicht.

## Bibliografie (Auswahl)
- Jules Verne: Zwei Jahre Ferien. Fischer, ISBN 3-596-11849-2.
- Jules Verne: Zwei Jahre Ferien. Diogenes Verlag, ISBN 3-257-20440-X.
- Jules Verne: Zwei Jahre Ferien. Arena Verlag, ISBN 3-401-00216-3.